# Boris Pawlowitsch Bugajew

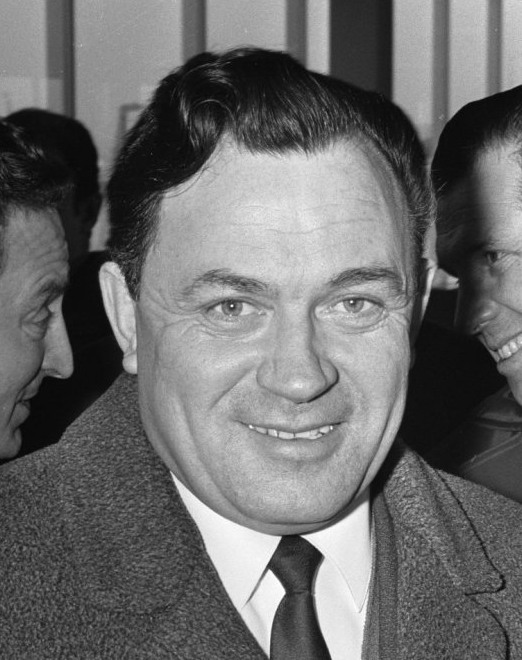
Boris Bugajew, 1970

Boris Pawlowitsch Bugajew (russisch Борис Павлович Бугаев; * 29. Juli 1923 in Mankiwka, Gouvernement Kiew, Ukrainische SSR; † 13. Januar 2007 in Moskau) war von 1970 bis 1987 Minister für zivile Luftfahrt der Sowjetunion.

## Leben
Boris Bugajew trat 1941 in die Rote Armee ein und schloss im August folgenden Jahres die Jagdfliegerschule in Aktjubinsk ab, wo er anschließend als Ausbilder tätig war. 1943 wurde er an die Front zur 215. Fliegerabteilung versetzt, die Einsätze zur Versorgung von Partisanen im deutschen Hinterland durchführte. Von 1944 bis 1946 war er Kettenführer in dieser Einheit. Bugajew trat 1946 in die Kommunistische Partei ein. Von 1947 bis 1948 absolvierte er ein Studium am Pilotenzentrum der Zivilen Luftflotte (GWF) und arbeitete anschließend in deren „internationaler Fliegergruppe“. Als Pilot bei der Aeroflot unternahm er ab 1951 mehrere Pionierflüge zur Eröffnung neuer Strecken, so unter anderem nach Indien, Burma, Indonesien, Afrika, in die USA, Großbritannien und Kuba. Von 1957 bis 1966 kommandierte er eine Fliegerabteilung zur besonderen Verwendung, unter anderem fungierte er häufig als Kommandant bei Flügen von Leonid Breschnew. Nebenbei absolvierte er von 1961 bis 1966 erneut ein Studium zum Bordingenieur, diesmal an der Hochschule der GWF.
1966 wurde er als Held der sozialistischen Arbeit ausgezeichnet. Im gleichen Jahr wurde er zum Stellvertreter des Ministers für zivile Luftfahrt ernannt, ein Jahr später zu dessen 1. Stellvertreter. 1971 wurde er in das Zentralkomitee der KPdSU gewählt und war Mitglied des Obersten Sowjet. Auch übernahm er den Vorsitz der Kommission für internationale Fragen des zivilen Luftverkehrs. 1973 erfolgte seine Beförderung zum Hauptmarschall der Flieger und Berufung zum Vorsitzenden der Kommission für Flugsicherheit.
Bugajew war „Verdienter Flugzeugführer der UdSSR“ (1967), Träger des Staatspreises (1972), Träger des Leninpreises (1980) und des tschechoslowakischen Ordens der Arbeit (1978). Er erhielt viermal den Leninorden sowie zweimal den Rotbannerorden.